# Gerwazy Gzowski
Gerwazy Gzowski (ur. 1812 – zm. 17 marca 1888) – spiskowiec i działacz niepodległościowy, członek władz powstania styczniowego, zesłaniec syberyjski.
Z wykształcenia prawnik. W latach 1840–1844 był asesorem przy sądzie kryminalnym w Łęczycy. Jeden z organizatorów Związku Narodu Polskiego. Aresztowany w 1846 za działalność spiskową. Skazany na karę śmierci. Namiestnik Królestwa Polskiego feldmarszałek
Iwan Paskiewicz zmienił mu karę na 20 lata ciężkich robót w Nerczyńsku. W 1859 na skutek amnestii powrócił do kraju. 
Był członkiem zarządu Organizacji Oświatowej, powołanej przez Komitet Centralny Narodowy. Był pomocnikiem-referentem Agatona Gillera w Komisji Stosunków Zewnętrznych w Rządzie Narodowym w czasie powstania styczniowego. Po powstaniu styczniowym zesłany ponownie na Syberię, do Irkucka. W 1883 powrócił do kraju. Jest pochowany na cmentarzu Powązkowskim (kwatera 160-4-34 i 35).